# تايموايرم: جينيسيس
تايموايرم: جينيسيس (بالإنجليزية:  Timewyrm: Genesys)‏ هي رواية أصلية من دكتور هو نشرتها فيرجين للنشر في مجموعة مغامراته الجديدة من روايات. كان الكتاب الأول من تلك السلسلة (وأول كتاب من رباعية تايموايرم), وأعتبره بعض المعجبين استمرارًا للمسلسل التلفزيوني. في الواقع، الموسم 27 لتابع للموسم 26 المتلفز.
تبرز الرواية الدكتور السابع وأيس؛ كما أنها تعرض بشكل قصير الدكتور الرابع - في شكل رسالة هولوغرامية لذاته المستقبلية - ويستخدم الدكتور السابع التارديس بأختصار لأستدعاء تجسد شخصية الثالث عندما يحتاج إلى خبراته الفنية الذاتية السابقة.
يستفيد الكتاب بشكل كبير من الشخصيات وعناصر الحبكة من أساطير بلاد ما بين النهرين في جلجامش.

## الملخص
في بلاد ما بين النهرين القديمة يواجه الدكتور السابع وأيس جنباً إلى جنب مع جلجامش إرهاب غاليفريان الأسطوري - تايمواريم.

## الحبكة
في الفضاء فوق كوكب الأرض، يدور قتالاً بين سفينتي فضاء. أحداهما، تقودها سايبرنيتيك، والتي يتم إسقاطها من قبل الآخرى. تنجو من التحطم بعد سقوطها في مكان ما في بلاد ما بين النهرين القديمة. يجد جلجامش، ملك الوركاء، مكان الحطام أثناء مشاركته في مهمة تجسس ضد كيش. تحاول المرأة، التي تدعي بأنها الآلهة عشتار، أن تجذب جلجامش لمساعدتها. يرفض جلجامش، وتغضب لذلك عشتار، وتتعهد بالأنتقام منه.
على متن التارديس، تستيقظ أيس فاقدة للذاكرة. ويخبرها الدوكتور بأنه مسئول عن طريق الخطأ عن إزالة ذكرياتها. قبل أن يتمكن من تصحيح هذا الخطأ، يقوم الدوكتور بتشغيل رسالة من ماضيه في شكل إسقاط ثلاثي الأبعاد من الدكتور الرابع. تم تسجيل تحذير الدوكتور الرابع خلال أحداث غزو الزمن، وهو يتعلق بمخلوق أسطوري بأسم تايموايرم. بعد أن يعيد الدوكتور ذكريات أيس، تهبط التارديس في بلاد ما بين النهرين القديمة
مرة أخرى في الوركاء، أثنان من النبلاء، جودي وإيناتوم، يتآمران ضد جلجامش. ويرسلون رسالة إلى كيش تحذرهم من أن جلجامش سيعود في مهمة تجسس. يستقبل الكاهن الأعلى تموز الرسالة في معبد عشتار. لا يسر آغّا، ملك كيش، بأن عشتار أختارت زيارة مدينته. وقد أمرت ببناء تصميمات معدنية غريبة ومعقدة للغاية في جميع أنحاء معبدها. يعرف آغّا بأن عشتار قوية للغاية، ويخاف على سلامة شعبه، وأبنته، نيناني.
عندما يتعرض جلجامش وصديقه البدائي إنكيدو لكمين من قبل حرس كيش، تظهر التارديس. ويتورط الطبيب وأيس في مشاجرة معهم، وتستخدم أيس متفجراتها من طراز النترو-9 لتخويف المهاجمين. يخطأ جلجامش الغرباء ويظنهم الآلهة إئا وايا. ويترك الدكتور أيس في حانة مع جلجامش وإنكيدو بينما يحقق في كيش. يجذب جلجامش أنتباه غير مرغوب فيه، ولتجنب المشاجرة، تغني أيس «الرحال البري», وهي أغنية سفر، للترفيه عن الجمهور. وتجذب أنتباه أفرام، وتخبرها بأن عشتار موجودة في كيش. وتقرر أيس أن تنطلق إلى معبد عشتار، جنبًا إلى جنب مع أفرام وجلجامش وإنكيدو، وعلى يقين بأن الدكتور سيكون هناك، وسوف يحتاج مساعدتها.
في كيش، تخطط الأميرة نيناني لمعارضة الإلهة بأي طريقة ممكنة. وتراسل كاهنة عشتار الصغيرة، إين-غولا، لكي تتعلم المزيد عن عشتار، ولتجد طريقة لمحاربتها. تخاف إين-غولا من عشتار وتنضم إلى مؤامرة نيناني. بينما تعود إين-غولا إلى معبد عشتار تقابل الدكتور. يتفاجأ الدكتور بوجود عشتار داخل معبدها. ويسمح الدكتور لنفسه أن يؤخذ لرغبة الآلهة. يخدر تموز الدكتور في اللاوعي بحيث يمكن لعشتار أن تلتهم عقله. في تلك المرحلة، تصل أيس ومجموعتها. مع الأخذ في الاعتبار بأن الدكتور في خطر، تلقي أيس بعض النترو-9 حولها، مما يتسبب في أضرار جسيمة للمعبد.
يشرح الدكتور الغاضب لآيس بأنه كان يتظاهر باللاوعي لجمع المعلومات عن عشتار. ويكشف الدكتور عن أنماط عشتار بعد أن وضعت في جدران المعبد نوع من الإرسالات الإلكترونية الضخمة والتي تسمح لها بالتحكم بعقول الآلاف من البشر عبر مسافات شاسعة. قامت متفجرات أيس بتضرير الأرسال، ولكن ستكون فقط مسألة وقت قبل أن يتم إصلاحها. تعود الجماعة التي تشمل الآن إين-غولا وأفرام، إلى الوركاء لوضع خطة لتحركهم المقبل. في الوركاء، يتمتع الجميع بوليمة أعدت على شرف جلجامش. أفرام يسلي الجماعة بأغنية عن إله غامض يُعرف يعرف بـأوتنابيشتيم. يعتقد الدكتور بأن هناك ما هو أكثر من أسطورة أوتنابيشتيم. قررت المجموعة أن جلجامش وأيس وأفرام ستسعى بعد أوتنابيشتيم، بينما الدكتور وإنكيدو وإين-غولا يراقبون كيش.
تصل مجموعة أيس إلى بركان خامد حيث يقال بإن أوتنابيشتيم يعيش هناك. أفرام، الذي كان هناك من قبل، يقودهم إلى «رجال العقرب»، وهم في الواقع حارسان آليان مصممان لصد المتسللين. داخل البركان، يصلون إلى بحيرة كبيرة، يحرسها رجل واحد. بفارغ الصبر، جلجامش يهاجم الرجل. وتنزع أيس مدفع الحارس الليزري، لتجنب قتل جلجامش مخالفة لتاريخ الأرض المعروف. ويستخدمون قارب صغير للسفر إلى وسط البحيرة إلى أوتنابيشتيم، الذي يقيم في بقايا سفينة فضاء شاسعة. ويشرح كيف أنه تابع قطاكا، وهي مجرمة لا ترحم من كوكب آنو، عبر الفضاء. ويدعي بأن قطاكا قد تم تدميرها، ولكن سفينته لحقت بها أضرار بالغة أثر القتال. وهو يثق في أيس بأن شعبه لن يكون قادراً على البقاء طويلاً داخل سفينته المدمرة، وأنهم عندما يخرجون إلى العالم، ستكون هناك حرب مدمرة حتمية مع البشر. تقول أيس لأوتنابشتيم بأن قطاكا لم تُدمر، وأنها تطلق على نفسها عشتار وتعتزم أخذ الأرض لنفسها. يوافق أوتنابيشتيم على مساعدة أيس في تدمير قطاكا/عشتار بفيروس حاسوب يهاجم جسم عشتار الأفتراضي.
في هذه الأثناء، يعود الدكتور، وإنكيدو، وإن-غولا إلى كيش للتشاور مع نيناني. يأمل الدكتوربأن تساعده نيناني في الوصول إلى معبد عشتار دون أن يكتشفه أحد. نيناني على أستعداد للمساعدة، ولكن يتم أكتشافهم من قبل آغّا. إن آغا خائف جداً من العقاب على خيانة أبنته ضد عشتار ويحصر كل منهم (بأستثناء أبنته) في أبراج المحصنة. يشرح آغا لنيناني بأن عشتار تزعم بأن لديها جهازًا يمكنه تدمير العالم. ويحاول إقناع نيناني بأنهم لا يستطيعون معارضة مثل هذا المخلوق القوي. تنتظر نيناني مغادرة والدها، ثم تتجه لإنقاذ الآخرين من الأبراج المحصنة.
يعود كل من الدكتور وإنكيدو وإين-غولا ونيناني إلى معبد عشتار، ولكن يتم أكتشافهم من قبل الإلهة التي كانت تتوقع ذلك. كما تستعد عشتار لأستهلاك عقل الدكتور، أنفجار يهز المعبد. فقد عادت أيس، عن طريق طائرة حربية صغيرة يقودها أوتنابيشتيم، جنباً إلى جنب مع جلجامش وأفرام. يدرك الدكتور بأن عشتار قد تلاعبت بقنبلة من الكوبالت، قوية بما يكفي لتدمير الكوكب، لتنفجر في حالة وفاتها. بينما تحاول أيس والآخرين تدمير عشتار، يضطر الدكتور لمحاولة إنقاذها. عندما تحاول عشتار أن تستهلك عقل أيس، فهي بدلاً من ذلك تقوم بتنزيل فيروس حاسوب الذي زرعه أوتنابيشتيم داخل عقولهم. يشرح الدكتور القنبلة إلى أوتنابيشتيم وأن عليهم العودة إلى التارديس في وقت واحد.
وبالعودة إلى التارديس، يحاول الدكتور إيجاد طريقة لإبقاء عمليات عشتار العقلية مستمرة بعد أن يدمر الفيروس جسدها. باستخدام دارات التارديس التخاطرية، يستدعي الدكتور ذهنياً الدكتور الثالث للمساعدة في الجوانب الفنية للخطة. يأخذ الدكتور أحد غرسات عشتار العقلية، ويوصلها بدوائر التارديس التخاطرية، مما يؤدي في الواقع إلى تحميل عشتار إلى التارديس، مما يبقيها على قيد الحياة لفترة كافية لنزع القنبلة. للأسف، عندما يحاول الدكتور حذف عقل عشتار من دائرة التارديس، يكتشف بأنه لم يعد هناك. وبالتوافق مع التارديس، تستخدم عشتار أنظمتها كجسم بديل. يخدعها الدكتور في نقل وعيها إلى غرفة التحكم الثانوية في التارديس، والتي بعدها يتسلل إلى دوامة الوقت، على يقين من أن قوى الدوامة ستدمرها.
يقوم الدكتور بإعادة الجميع إلى بلاد ما بين النهرين، ويساعد أوتنابيشتيم في إصلاح سفينته، والتأكد من أن شعب آنو يستطيع العثور على كوكب غير مأهول ليكون منزله الجديد. مرة أخرى في التارديس، يلاحظ الدكتور مؤشر مسار الوقت نشط، مما يعني بأنه يتم تتبعه بواسطة جهاز توقيت آخر. عشتار، بعد أستيعابها مكونات التارديس، تصبح التايموايرم، والآن لديها القدرة على السفر عبر الزمان والمكان. يحاول الدكتور أن يخترق المخلوق، لكن التايموايرم تهرب من شركه. باستخدام مؤشر مسار الوقت، يستطيع الدكتور تتبع التايموايرم إلى لندن في القرن العشرين، ويشرع الدكتور وأيس في تدمير عدوهم الجديد.

## الجدل
بسبب وجود عاهرة مراهقة عارة في الرواية، تايموايرم: جينيسيس كانت موضوع التغطية في صحف المملكة المتحدة.